# Pelagianizmus
A pelagianizmus Pelagius által alapított keresztény teológiai álláspont, amely szerint az eredendő bűn nem szennyezte be az emberi természetet és az embereknek isteni kegyelemből képességük van az emberi tökéletesség elérésére.
Pelagianus védelmezte az akarat szabadságát a manicheizmussal szemben, ellene mondott a fatalizmusnak és az eredendő bűn elkerülhetetlen végzetként való felfogásának. 
Bár a pelagianizmus jelentős támogatottsággal bírt a kortárs keresztény világban, különösen a római elit és a szerzetesek körében, Ágoston és támogatói támadták, akik ellentétes nézeteket vallottak a kegyelemről, az eleve elrendelésről és a szabad akaratról. 
A vele szembe folytatott, újra meg újra ismétlődő eljárások - melynek sorát Ágoston feljelentése nyitotta meg - némi huzavona után Pelagianus és követőinek (a pelagiánusok) elítéléséhez és kiközösítéséhez vezettek. 
Több zsinat is határozottan elítélte a pelagianizmust és a római katolikus egyház és az ortodox kereszténység pedig azóta is eretnekségnek tekinti.
lásd még: Pelagius tanai

## Pelagianizmus

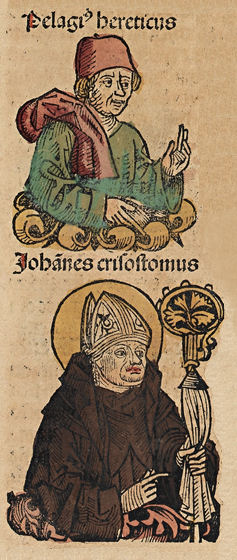
A középkori végi Nürnbergi Krónika ábrázolása Pelagiusról (fent)

A pelagianizmusban az ember akaratszabadságának és jó cselekedetekre való képességének tana nem a kegyelem szükségességének tagadásán alapult, hanem ellenkezőleg: e tant a kegyelem jó cselekedetekre alapvetően képessé tevő erejére vezették vissza. A pelagianizmus Ádám ősbűnét sem tagadta, az ősbűn utóhatását azonban utánzással, nem pedig örökléssel magyarázta. 
A pelagianizmusnak az eredeti bűnről és az isteni kegyelem mibenlétéről vallott nézeteit Szt. Ágoston hevesen vitatta és ellene kifejtette a kegyelemről és a predestinációról szóló tanítását.
417-ben a pelagianizmus tanait I. Ince pápa elítélte, követőit pedig kiközösítette. 
431-ben az efezusi zsinat szintén elítélte a pelagianizmust, majd 529-ben a második orange-i zsinat is elvetette.
A pelagianizmus szerint Isten kegyelmi segítsége az üdvtörténeti intézmények segítségével (az egyházat is beleértve) kiegyenlíti a bűn negatív hatásait, a hívő ember tehát képes arra, hogy jót cselekedjen. Az ágostoni felfogás, mely szerint maradandóan ki vagyunk szolgáltatva a bűnnek, és ezért Isten folytonos, a mindenkori helyzetnek megfelelő kegyelmi segítségére szorulunk, a pelagiánusok számára manicheus dualizmusnak tűnt. A pelagianizmus elítélése semmivel sem járult hozzá a kegyelem és szabadság közti viszony pontosabb megértéséhez. 

## Szemipelagiánusok
A szemipelagiánusok a pelagianizmus mérsékeltebb követői, Szt. Ágoston némely tanításának ellenzői, tehát a katolikus egyház szerint nem tulajdonképpeni eretnekek. Különösen Dél-Gallia, nevezetesen Massilia tudós papjai és szerzetesei, amiért massiliánusoknak is mondták őket, voltak azok, akik Pelagius és Szt. Ágoston tanai között a középutat keresték, a Pelagius ellen hozott egyházi határozatok szemmel tartásával. Feje volt ez iránynak Cassianus János a s.-ictori kolostor apátja, ki elismerte ugyan az áteredő bűnt, de annak következményeit jelentősen meggyengítette; elismerte az isteni kegyelem szükségességét, de az első kegyelmet az ember önálló jóra való akaratának szerette volna tulajdonítani; csak úgy vélte az akaratszabadságot megmenthetőnek, ha az üdvösség kezdete és a jóban való állhatatosság, legalább némely esetekben, annak tulajdoníttatik. Szt. Ágoston két iratban válaszolt (429), amelyekben az egyház tanát a kegyelemről határozottan kifejtette. Halála után pedig Celesztin pápa (431) Gallia püspökeit felszólítja, hogy a hamis tanokat nyomják el és Szt. Ágoston rágalmazóit hallgatásra bírják. Cassianus az egyházzal kibékülve halt meg (435), de hívei még azután is védelmezték tanítását. Tudományos irodalmi harc keletkezett erre, mely közel egy évszázadig tartott, mígnem annak az Orangeban 529 júl.-ban tartott tartományi zsinat véget vetett, amelynek határozatait II. Bonifác megerősítette.
I. Gergely pápa tanítása is szemipelagiánus, ennek hatása alatt állt a teológia az egész középkorban.